# Aplidium lineatum
Aplidium lineatum är en sjöpungsart som beskrevs av Monniot 1996. Aplidium lineatum ingår i släktet Aplidium och familjen klumpsjöpungar. Inga underarter finns listade i Catalogue of Life.